# Hirvasjärvi (sjö i Lappland, lat 68,53, long 27,95)
Hirvasjärvi är en sjö i Finland. Den ligger i kommunen Enare i landskapet Lappland, i den norra delen av landet, 900 km norr om huvudstaden Helsingfors. Hirvasjärvi ligger 149,2 meter över havet. Arean är 69,4 hektar och strandlinjen är 6,09 kilometer lång. Sjön  ingår i Tuulomajokis huvudavrinningsområde. 